# بيلي هارفي (مهندس)
بيلي هارفي (بالإنجليزية: Billie Harvey)‏ هو مهندس أمريكي، ولد في 2 فبراير 1950 في دلراي بيتش في الولايات المتحدة، وتوفي في 13 سبتمبر 2007.

## وصلات خارجية
- بيلي هارفي على موقع Racing-Reference.info (الإنجليزية)